# Alberto Carrillo Cázares
Alberto Carrillo Cázares (La Piedad de Cabadas, Michoacán, México, 26 de julio de 1923 - La Piedad de Cabadas, 14 de enero de 2021) fue un sacerdote católico, historiador, profesor e investigador mexicano que destacó por sus estudios en torno a la historia de la iglesia novohispana, de la Gran Chichimeca, del derecho conciliar novohispano y del Derecho canónico indiano. Asimismo, es el fundador del semanario Comunidad Cristiana, que aún se publica, después de 73 años, en la Arquidiócesis de Morelia.

## Primeros años y formación
Alberto Carrillo Cázares ingresó al Seminario Tridentino de Morelia en 1937 cuando este Colegio, debido a la persecución religiosa, quedó sin sede fija y se encontraba en su diáspora; por lo que los primeros cursos los tomó en Tlalpujahua, en donde estuvo hasta 1940. Ese año se trasladó a Estados Unidos a estudiar en el Seminario Nacional de Montezuma, en Nuevo México, dirigido por de la Compañía de Jesús, donde terminó sus cursos de humanidades y filosofía. Allí comenzó a dirigir la revista Montezuma de 1944 a 1946, bajo la supervisión de Felipe Pardiñas Manes. En ese seminario obtuvo la licenciatura en filosofía.
En 1946, Carrillo Cázares fue becado para continuar con sus estudios en la Universidad Pontificia de Comillas también dirigida por jesuitas. Durante su estancia en España fue ordenado sacerdote el 15 de agosto de 1948 en Valladolid y obtuvo su licenciatura en teología en 1949; además, obtuvo el diploma de periodismo en la Universidad Internacional Menéndez Pelayo en Santander.

## Trayectoria sacerdotal
En 1950 regresa a México y el arzobispo de Morelia, Mons. Altamirano y Bulnes lo designó vicario del párroco del Templo de San José y, además, lo integró como parte de la plantilla de profesores del Seminario Tridentino de Morelia, a partir del año escolar 1950-1951, para encargarse de la asignatura del tercer año de Filosofía, atendiendo también los cursos de ética y teodicea, así como de lógica y crítica; asignaturas que, junto con metafísica, impartió en latín, y reemplazó el uso de apuntes con los textos de los autores jesuitas que se usaban en el Seminario de Montezuma.

## Contribuciones educativas
Este periodo de profesor en el Seminario de Morelia terminó en 1955, cuando fue trasladado, como vicario fijo, al rancho de Villachuato, sujeto a la parroquia de Janamuato, lugar que presentaba desafíos en el ámbito educativo, por lo que Carrillo Cázares pidió auxilio a las Hermanas de los pobres Siervas del Sagrado Corazón de Jesús que desde 1956 comenzaron a encargarse de la educación del los niños de ese lugar. En 1958 Mons. Altamirano y Bulnes le encomendó la parroquia de Zacapu, primero como vicario ecónomo y después como párroco. En relación con la educación de su jurisdicción, en 1960 consiguió la celebración de un convenio entre la Congregación de Siervas del Sagrado Corazón Hermanas de los Pobres y la parroquia para que las religiosas se hicieran cargo de la Escuela Independencia, fundada por los trabajadores de Celanese Mexicana.
En 1968 asistió al VIII Curso Internacional del Instituto de Liturgia Pastoral del CELAM con sede en la ciudad de Medellín, Colombia. Sobre este curso, el P. Carrillo señaló que: 
[...] entre septiembre y diciembre de 1968, que comprendía las siguientes asignaturas: teología litúrgica y pastoral de la enfermedad y la muerte dictada por el P. Juan María Parent; historia de la liturgia, liturgia de la Eucaristía y la liturgia de la penitencia por el P. José Camps; liturgia de la iniciación cristiana y liturgia y arte por el P. Joaquín Vinardell. Fruto de aquella estancia fue la redacción de mi primer libro El Diaconado Femenino: La tradición eclesial y las perspectivas ante el problema del Clero Latinoamericano, posteriormente publicado por la Editorial Mensajero de Bilbao, España en 1971, gracias a la recomendación de mi magnánimo maestro Don Ángel Morta. 
En 1969 regresó a su patria chica, como párroco del Santuario de Guadalupe, en La Piedad, donde inició la apertura de una escuela preparatoria abierta para jóvenes del barrio y de ranchos vecinos. 
Este cargo lo desempeñó hasta 1986, año en el que pidió al arzobispo Mons. Estanislao Alcaraz que diera su venia para terminar su servicio como párroco; el prelado dio su autorización y en enero de 1986: 
Tras catorce años en este puesto, y treinta y cinco de servicio eclesial, pedí licencia de sabático a mi obispo, D. Estanislao Alcaraz, que de inmediato me presentó un pliego para que le firmara la renuncia a la parroquia, y le asegurara, finalmente, la tranquilidad de su conciencia. 

## Actividad académica

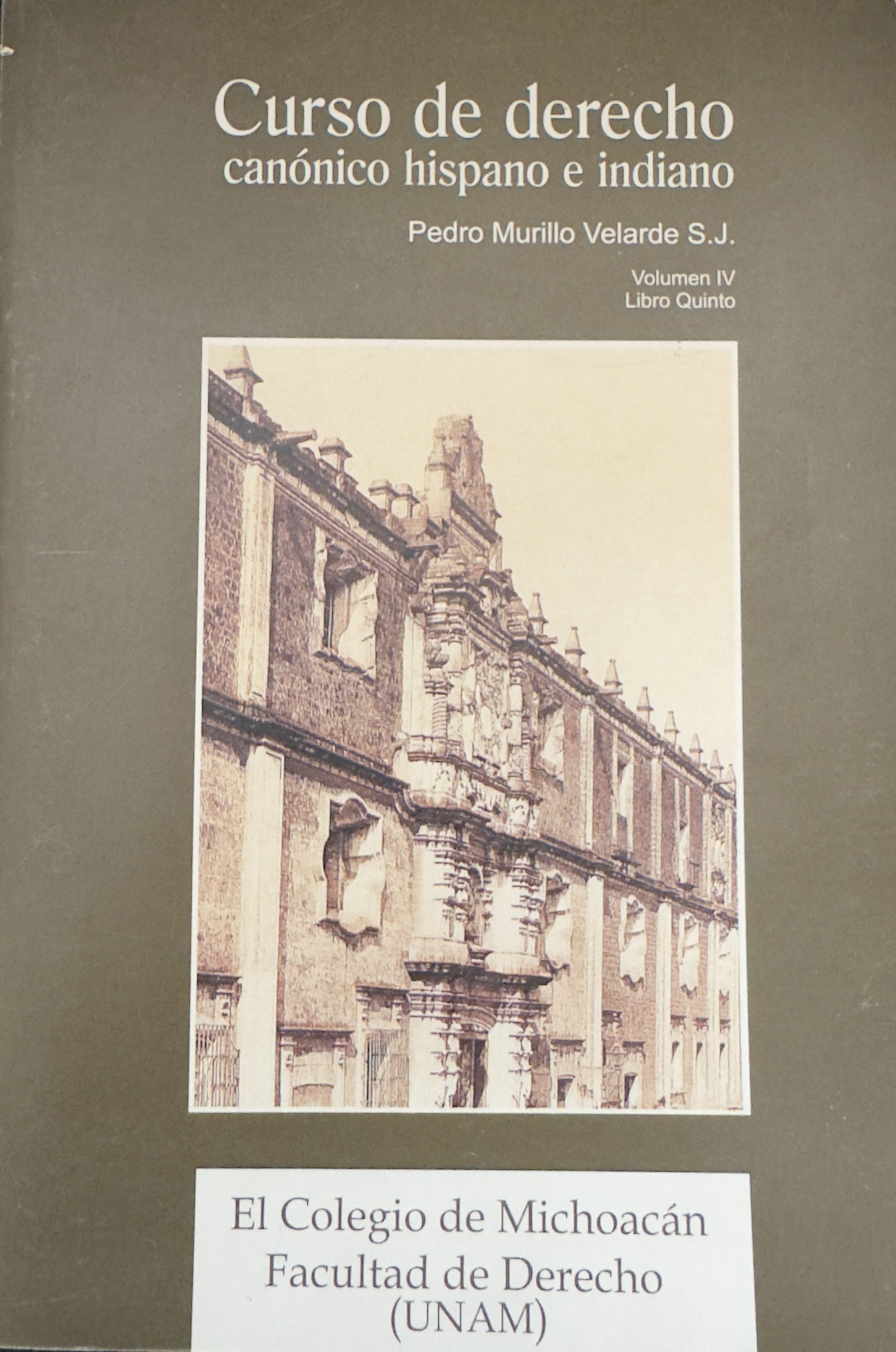
Curso de derecho canónico hispano e indiano, 4 Vols, Alberto Carrillo Traductor y notas

El permiso del ordinario lo liberó de sus responsabilidades sacerdotales, lo que le permitió ingresar a El Colegio de Michoacán, a instancia del Dr. Carlos Herrejón Peredo para cursar la maestría en Estudios étnicos, donde obtendría el grado con la tesis titulada La Primera Historia de La Piedad: El Fénix del Amor, dirigida por el Dr. Andrés Lira González, teniendo como maestros a los profesores Carlos Herrejón y don Luis González y González. La tesis, convertida en libro, tuvo tres ediciones, dos en 1990 y la última en 2010.
En 1991 se incorpora a la planta de profesores del Centro de Estudios de las Tradiciones de El Colegio de Michoacán donde quedó adscrito hasta su muerte. En el período que va de 1995 a 1997 estudió en la Universidad Autónoma de Zacatecas su doctorado en Historia con especialidad en la Nueva España.
Gracias a su preparación académica y experiencia, Alberto Carrillo, en su período como profesor investigador del Centro de Estudios de las Tradiciones del Colegio de Michoacán, fundó y coordinó varios proyectos de investigación de impacto nacional e internacional, entre los que destaca la traducción al español del Curso de derecho canónico hispano e indiano,  del jesuita Pedro Murillo Velarde.

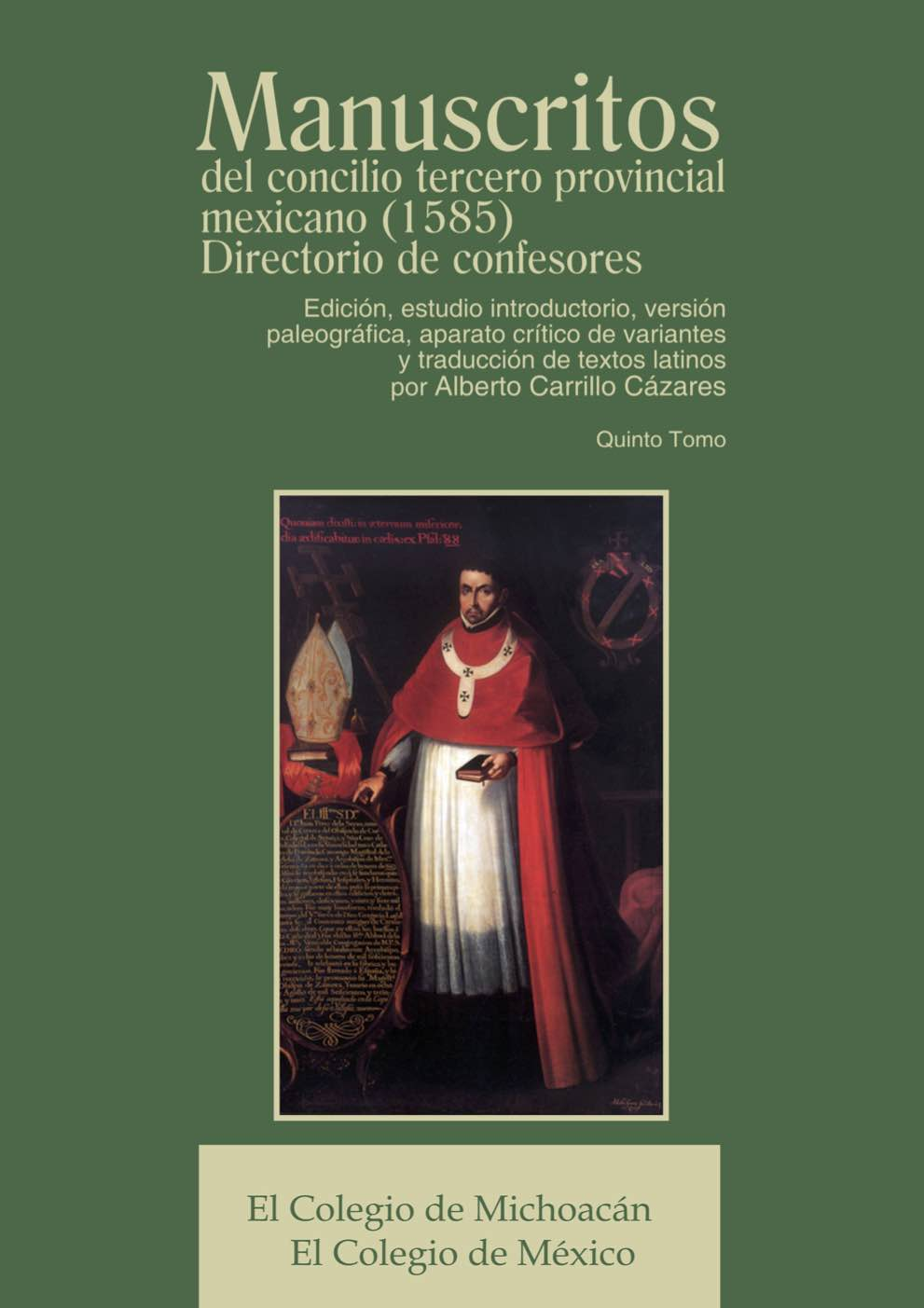
Carrillo Cázares: Portada de Manuscritos del Concilio tercero provincial mexicano

Mención aparte merece el Proyecto Concilios provinciales mexicanos, que fundó y coordinó primero él solo y después junto con Andrés Lira. La convocatoria que lanzó Carrillo Cázares para conformar un grupo interdisciplinario e interinstitucional que se dedicara al estudio de estos concilios novohispanos, logró reunir a diversos académicos de instituciones mexicanas y extranjeras: entre éstas, principalmente de Argentina, Colombia, España, Alemania e Italia. Carrillo celebró seminarios internacionales anuales en el Colegio de Michoacán y en el Colegio de México, además de continuar su trabajo en este proyecto hasta su muerte. Alcanzó a cerrar la etapa de los estudios en torno al Concilio Tercero Provincial Mexicano de 1585 y dejó inconclusa una publicación de manuscritos sobre el Cuarto Concilio Provincial Mexicano de 1771. 

## Fundador del semanario Comunidad Cristiana
El 3 de agosto de 1952 fundó el periódico semanario “Comunidad Cristiana” que se publica hasta la fecha por la Arquidiócesis de Morelia. Alberto Carrillo, sobre la fundación de este semanario, recordó:

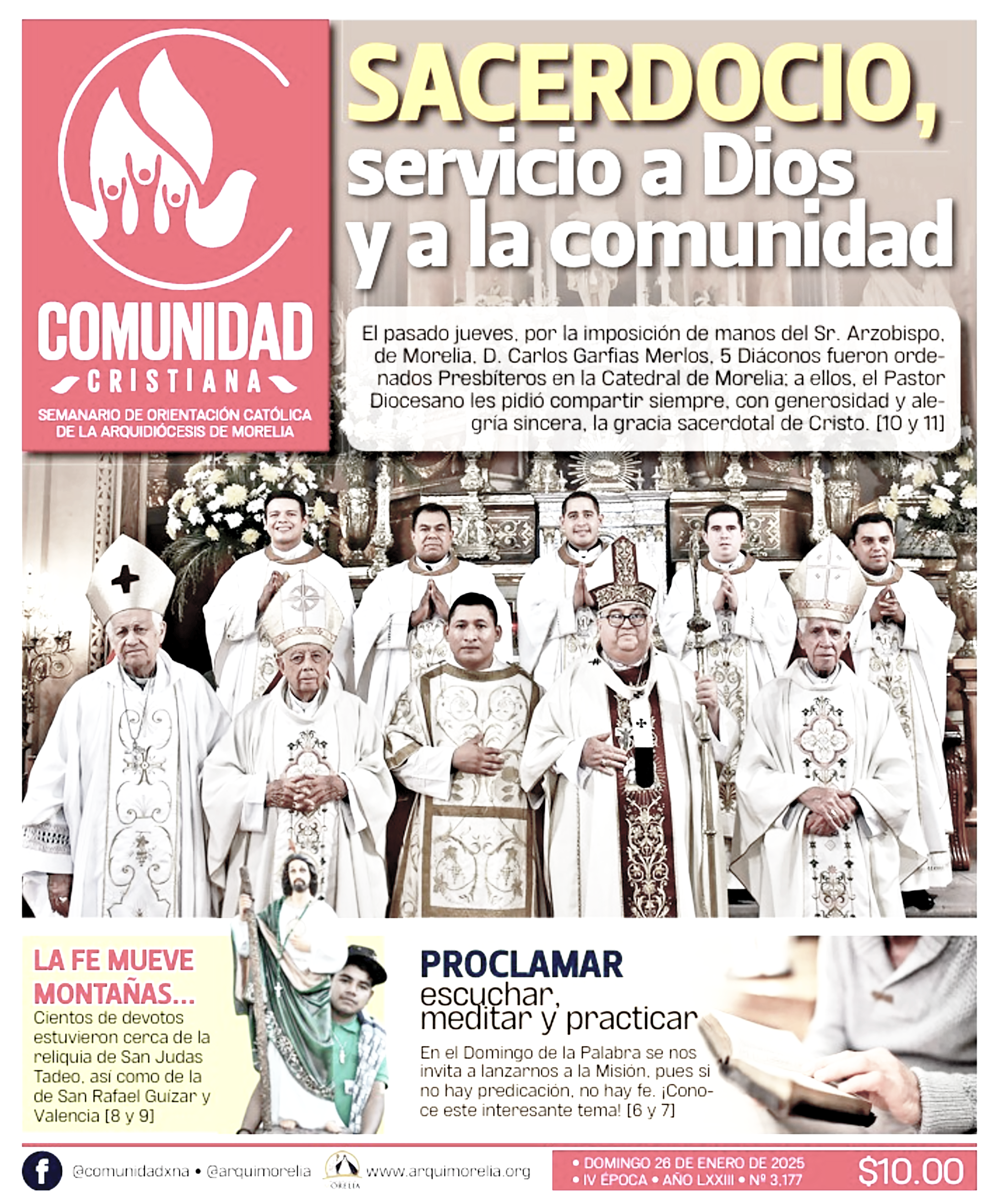
Año LXXIII del Semanario, 28 de enero de 2025.

 [...] que por esos días la tarea de publicar en Morelia el semanario, Comunidad Cristiana, me animó a establecer una imprenta. Con esta finalidad me trasladé a Ciudad Juárez donde tenía un compañero, Juan María Figueroa, vicario de la Parroquia de Cristo Rey quien me ayudó a buscar en el Paso Texas la maquinaria elemental de una imprenta. Efectivamente encontré dos prensas, una Chandler pequeña y una grande de tambor, ideal para la impresión del periódico. Hice la compra y el traslado a Michoacán, con un préstamo de otro amigo, el Padre José María Patiño. Al año siguiente pude comprar también un linotipo con lo que se habilitó una buena imprenta operada por un exseminarista, José de Jesús Molina Perales. Con los ingresos de la imprenta se sustentaron los operarios y el periódico los años de 1952 a 1954. 

## Conflicto con la Universidad Michoacana
Esta publicación la abrió con el apoyo de estudiantes Universidad Michoacana de San Nicolás de Hidalgo que vivían en una residencia estudiantil que abrió Carrillo Cázares, en la que se daba alojamiento a estudiantes de preparatoria y universitarios, a quienes, además, se les ofrecían asesorías sobre sus cursos, por medio de profesores voluntarios. En compañía de un grupo de esos estudiantes, inició la publicación del semanario, lo que motivó la expulsión de 19 estudiantes de la Universidad Michoacana, en donde, desde la década de 1930, hubo intentos de depurar a la institución de alumnos católicos, pues algunas autoridades tomaron ciertas "posturas radicales y donde la laicidad se interpretó como una política anticonfesional." El conflicto se elevó a tal grado que fue recogido por la prensa nacional y la sociedad moreliana comenzó a intervenir, razón por la que las autoridades de la Universidad Michoacana se manifestaron a través de la prensa mediante cartas dirigidas a la nación; en una de ellas el rector de la Universidad señaló cuáles fueron, según las autoridades universitarias, los motivos de la expulsión:
Finalmente en la encuesta que realizó el enviado especial del Periódico de la Vida Nacional Excélsior con criterio objetivo de información pura y sin perjuicios, al entrevistar al presbítero Alberto Carrillo que dirige una Institución semiclandestina, donde de acuerdo con el criterio del Clero Militante y no de la Iglesia Católica de Cristo, se enseña a los jóvenes que se atraen por distintos medios, con enseñanzas de filosofía o historia, precisamente de acuerdo con los planes políticos que se han señalado, dijo textualmente: “Hay que ser católico no sólo en el recinto de la conciencia, sino en la Iglesia, en la escuela, en la calle, en todas partes”. Este es sin duda el grito de guerra de ese grupo al cual pertenecen los 19 alumnos expulsados. Entonces el Consejo Universitario les expulsó no por ser católicos sino porque violando los reglamentos interiores del Colegio, perturbando el orden académico, lesionado la jerarquía docente que debe existir, pretendían nada menos que acabar con la libertad de expresión del pensamiento, cuando se dedicaban a interrumpir y sabotear conferencias en que se tocaban temas que no estaban de acuerdo con sus ideas. Además debe tomarse como un dato relevante la campaña de prensa realizada antes y después de que el Consejo Universitario dictó la resolución de expulsión en que se afirmaban falsedades para deformar los hechos, dirigiendo injurias y calumnias con nuestra Casa de Estudios, promovida por los ministros del clero y el propio grupo de estudiantes que recibieron la sanción.

Este ambiente motivó la intervención del obispo auxiliar de Morelia Salvador Martínez Silva, quien, en ausencia del arzobispo, ordenó que Carrillo Cázares abandonara Morelia y fuera trasladado al rancho de Villachuato. 

## Distinciones
- Presea José María Cavadas, otorgada por el Ayuntamiento Constitucional de la Piedad, Michoacán, 9 de diciembre 1999.
- Premio "Francisco Javier Clavijero", "Mención honorífica" otorgado por el INAH en 2001, a su libro El Debate sobre la Guerra Chichimeca, 1531-1585.
- Reconocimiento otorgado por SINECYT Sistema Nacional de Evaluación Científica y Tecnológica como miembro del Comité de Acreditación de Evaluadores del área de Humanidades y Ciencias de la Conducta, el 21 de julio de 2003.
- Medalla Emilio García Riera y reconocimiento otorgado por la Universidad de Guadalajara (Consejo Social y Centro Universitario de Ciencias Sociales y Humanidades) “por su importante trayectoria y contribución al avance del conocimiento y a la formación de investigación en Historia”, 27 de noviembre de 2006.
- Premio Nacional INAH 2007 Francisco Javier Clavijero a la mejor investigación correspondiente al área de historia y etnohistoria, a la obra Manuscritos del Concilio Tercero Provincial Mexicano (1585), otorgado el día 17 de diciembre de 2007.
- Distinción de Investigador Nacional Nivel III del Sistema Nacional de Investigadores desde el 1º de enero de 2012 hasta su fallecimiento, por su importante contribución al desarrollo de conocimiento, por su liderazgo en la comunidad académica del país, así como por su participación en la formación de los recursos humanos para la investigación.

## Obras publicadas
Es autor de diversos artículos periodísticos y académicos, capítulos y libros de historia entre los que destacan: 
- El Diaconado Femenino. La tradición eclesial y las perspectivas ante el problema del clero latinoamericano. Editorial Mensajero. 266 pgs., edición 1, tiraje 3000, BI 2.234 - 1971, Bilbao, España. 1971.
- La Primera Historia de La Piedad: El Fénix del Amor. El Colegio de Michoacán- El Foro Cultural Piedadense. 437 pgs. 1ª ed. 1990, tiraje 2000. IBSN 968-7230-64-9; 2ª ed. 1991, tiraje 1000. IBSN 968-7230-64-9.
- Michoacán en el otoño del siglo XVII. (Iglesia y sociedad en el período del obispo Aguiar y Seijas). El Colegio de Michoacán; Gobierno del Estado de Michoacán. 520 p., mapas, fot. col. y byn, 33 cms. Apéndice documental, tiraje 2000, IBSN 968-7230-97-5. México 1993.
- Partidos y padrones del obispado de Michoacán: 1680-1685. Zamora, Mich. Gobierno del Estado de Michoacán / El Colegio de Michoacán. 561 p.; 28 cm. IBSN 968-6959-31-9. México, 1996.
- La Capilla Barroca de Santa Ana Pacueco: estudio iconológico. Ed. Asociación Ganadera Local de Porcicultores de Santa Ana Pacueco. Santa Ana Pacueco, Gto., 50 pp. México, 1997.
- Con Zambrano Becerra, Luis. Parroquia del Señor de la Piedad: 250 años. Historia e Imagen, Ed. Litográfica Michoacana, S.A. de C.V., La Piedad, Mich, 1998, 28 cms., 98 pp. il. color y b/n. México 1998.
- Guerra de los chichimecas (México 1575- Zirosto 1580). Edición crítica, Estudio Introductorio, Paleografía y notas por Alberto Carrillo Cázares. El Colegio de Michoacán / Universidad de Guanajuato. vol. 1, 231 páginas, edición 1, tiraje 1000, IBSN 970-679-020-9, México, 1999. 2ª edición, corregida y aumentada: El Colegio de Michoacán, Universidad de Guadalajara, El Colegio de San Luis, Zamora, 2003.
- El debate sobre la guerra chichimeca: 1531-1585. Derecho y política en la Nueva España. El Colegio de Michoacán / El Colegio de San Luis,  vols. 2, 763 páginas, edición 1, tiraje 1000, IBSN 970-679-038-1 Obra completa, ISBN 970-679-033-0 Volumen I, ISBN 970-679-031-4 Volumen II, México, 2000.
- Con Skinfill Nogal Bárbara Estudios Michoacanos VII. El Colegio de Michoacán. vol. 1, 260 páginas, edición 1, tiraje 1000, IBSN 970-679-008-X, México, 1999.
- Esquivel y Vargas, Agustín Francisco, El Fénix del Amor. Edición del texto original, estudio introductorio y notas por Carrillo Cázares Alberto, Ayuntamiento Constitucional de La Piedad, vol. 1, 240 páginas, edición 1, México, 2000, tiraje 2000.
- Suárez Ruiz de Chávez, Andrés Morfín y Carlos Suárez Morfín, Efemérides de La Piedad de Cavadas (1833-1911). Edición Introducción y notas de Alberto Carrillo Cázares. El Colegio de Michoacán / Ayuntamiento Constitucional de la Piedad. vol. 1, 162 páginas, edición 1, tiraje 1000, , México, 2001, IBSN 970-679-049-7.
- Vasco de Quiroga: la pasión por el derecho y el pleito con la Orden de San Agustín (1558-1562), El Colegio de Michoacán/ Universidad Michoacana de San Nicolás de Hidalgo/ Arzobispado de Morelia, Zamora, 2003. Investigación.
- Manuscritos del Concilio III Provincial Mexicano (1585).  Estudio Introductorio, notas,   versión paleográfica y traducción de textos latinos por Alberto Carrillo Cázares. Primer tomo. Volumen I y volumen II. Zamora, Michoacán. El Colegio de Michoacán / Universidad Pontificia de México. 2006., 900 p. Tiraje 1000, IBSN 970-679-168-8
- Manuscritos del Concilio III Provincial Mexicano (1585).  Estudio Introductorio, notas,   versión paleográfica y traducción de textos latinos por Alberto Carrillo Cázares. Segundo tomo. Volumen I y volumen II. Zamora, Michoacán. El Colegio de Michoacán / Universidad Pontificia de México, 2007, 962 pp. Tiraje 1000, IBSN 978-970-679-2232-8.
- Murillo Velarde S.J., Pedro. Curso de Derecho Canónico Hispano e Indiano. Zamora, Mich. El Colegio de Michoacán / Facultad de Derecho (UNAM). Texto original en latín y traducción castellana por Alberto Carrillo Cázares. Zamora 2008. Edición digital, CD con cuaderno introductorio Tiraje 1000, ISBN 978-970-679-254-9.
- Manuscritos del Concilio III Provincial Mexicano (1585).  Estudio Introductorio, notas,   versión paleográfica y traducción de textos latinos por Alberto Carrillo Cázares. Tercer tomo. Zamora, Michoacán. El Colegio de Michoacán, 2009, 578 pp. ISBN 978-607-7764-03-8
- Manuscritos del Concilio III Provincial Mexicano (1585).  Estudio Introductorio, notas,   versión paleográfica y traducción de textos latinos por Alberto Carrillo Cázares. Cuarto tomo. Zamora, Michoacán. El Colegio de Michoacán, 2009. 258 pp. Tiraje 1000, ISBN	978-607-7764-04-5.
- Manuscritos del Concilio Tercero Provincial Mexicano 1585.Directorio de Confesores. Edición, Estudio Introductoria, Versión Paleográfica, aparato crítico de variantes y traducción de textos latinos por Alberto Carrillo Cázares. Tomo quinto. Zamora, Mich. El Colegio de Michoacán – El Colegio de México, 2011. 360 pp. Tiraje 1000, ISBN 978-607-7764-85-4.
- Lundberg, Magnus. Unificación y Conflicto. La gestión episcopal de Alonso de Montúfar OP, Arzobispo de México, 1554-1572. Traducción castellana del inglés por Alberto Carrillo Cázares. Zamora, Michoacán, El Colegio de Michoacán, 2009, 302, pp. IBSN 978-607-7764-17-5.
- La Primera Historia de La Piedad: El Fénix del Amor. El Colegio de Michoacán- El Foro Cultural Piedadense. 3ª ed. revisada y aumentada, 2010, tiraje 1000. ISBN: 968-7230-64-9.
- Michoacán en el otoño del siglo XVII. Segunda edición. El Colegio de Michoacán. Morevallado editores. Morelia, Mich., 2010. ISBN: 968-7230-97-5.
- Pedro Moya de Contreras. Reforma católica y poder real en la Nueva España, 1571-1591, ISBN: 978-607-8257-09-6, El Colegio de Michoacán. Fideicomiso "Felipe Teixidor y Monserrat Alfau de Teixidor", Zamora, Michoacán, 2012, pp. 426, Traductor.
- Con Andrés Lira González y Claudia Ferreira Ascencio. Derecho, política y sociedad en Nueva España a la luz del Tercer Concilio Provincial Mexicano (1585). El Colegio de Michoacán / El Colegio de México / Conacyt. México, D.F., 2013. ISBN: 978-607-8257-45-4, pp. 494.